# Mahamadou Sidibé
Mahamadou Sidibé (Bamako, 4 ottobre 1978) è un ex calciatore maliano, di ruolo portiere.